# Saison 2011 de la Currie Cup Premier Division
Navigation
Currie Cup 2010 Currie Cup 2012
La saison 2011 de la Currie Cup Premier Division voit s'affronter les huit meilleures provinces d'Afrique du Sud du 16 juillet au 29 octobre 2011. La compétition est en deux phases. Lors de la première phase de la compétition, les équipes s'affrontent en matchs aller-retour. Les quatre premières sont qualifiées pour les demi-finales. L'équipe classée première affronte celle classée quatrième, et l'équipe classée seconde affronte celle classée troisième. Les deux dernières équipes de la phase régulière affrontent sont reléguées First Division, la Fédération sud-africaine ayant décidé de passer la compétition à un format à six équipes pour la saison suivante.
Les Golden Lions remportent la compétition en battant les Natal Sharks en finale sur le score de 42 à 16. C'est le dixième titre des Lions dans la compétition, douze ans après leur dernière victoire en 1999. Les Pumas et les Leopards classés respectivement septième et huitièmes sont relégués en First Division.

## Équipes participantes
La compétition oppose pour la saison 2011 les huit meilleures provinces sud-africaines de rugby à XV :
| - Blue Bulls - Free State Cheetahs - Golden Lions - Griqualand West Griquas | - Leopards - Natal Sharks - Pumas - Western Province |

## Résumé des résultats

### Classement de la phase régulière
| Rang | Province            | J  | V  | N | D  | Bo | Bd | Pm  | Pe  | Diff | Pts |
| ---- | ------------------- | -- | -- | - | -- | -- | -- | --- | --- | ---- | --- |
| 1    | Golden Lions        | 14 | 10 | 1 | 3  | 6  | 2  | 452 | 350 | +102 | 50  |
| 2    | Natal Sharks (T)    | 14 | 10 | 0 | 4  | 7  | 1  | 423 | 321 | +102 | 48  |
| 3    | Free State Cheetahs | 14 | 8  | 2 | 4  | 8  | 3  | 518 | 344 | +174 | 47  |
| 4    | Western Province    | 14 | 8  | 1 | 5  | 5  | 2  | 414 | 318 | +96  | 41  |
| 5    | Blue Bulls          | 14 | 8  | 1 | 5  | 5  | 1  | 452 | 368 | +84  | 40  |
| 6    | Griquas             | 14 | 6  | 1 | 7  | 8  | 2  | 429 | 473 | -44  | 36  |
| 7    | Pumas               | 14 | 2  | 0 | 12 | 2  | 5  | 297 | 477 | -180 | 15  |
| 8    | Leopards            | 14 | 1  | 0 | 13 | 1  | 0  | 263 | 597 | -334 | 5   |

|  | Qualifiés pour la phase finale (no 1, no 2, no 3, no 4).  |
|  | Relégués en First Division de la Currie Cup (no 7, no 8). |
|  | T : Tenant du titre 2010                                  |

Attribution des points : victoire sur tapis vert : 5, victoire : 4, match nul : 2, défaite : 0, forfait : -2 ; plus les bonus (offensif : 4 essais marqués ; défensif : défaite par 7 points d'écart maximum).
Règles de classement : ?

### Phase finale
|  | Demi-finales                                            | Demi-finales                                            |                  |    | Finale                                                  | Finale                                                  |
|  | Demi-finales                                            | Demi-finales                                            |                  |    | Finale                                                  | Finale                                                  |
|  |                                                         |                                                         |                  |    |                                                         |                                                         |
|  | le 22 octobre 2011 à l'Ellis Park Stadium, Johannesburg | le 22 octobre 2011 à l'Ellis Park Stadium, Johannesburg |                  |    | le 29 octobre 2011 à l'Ellis Park Stadium, Johannesburg | le 29 octobre 2011 à l'Ellis Park Stadium, Johannesburg |
|  | le 22 octobre 2011 à l'Ellis Park Stadium, Johannesburg | le 22 octobre 2011 à l'Ellis Park Stadium, Johannesburg |                  |    | le 29 octobre 2011 à l'Ellis Park Stadium, Johannesburg | le 29 octobre 2011 à l'Ellis Park Stadium, Johannesburg |
|  | [1] Golden Lions                                        | 29                                                      |                  |    | le 29 octobre 2011 à l'Ellis Park Stadium, Johannesburg | le 29 octobre 2011 à l'Ellis Park Stadium, Johannesburg |
|  | [1] Golden Lions                                        | 29                                                      |                  |    | le 29 octobre 2011 à l'Ellis Park Stadium, Johannesburg | le 29 octobre 2011 à l'Ellis Park Stadium, Johannesburg |
|  | [4] Western Province                                    | 20                                                      |                  |    | le 29 octobre 2011 à l'Ellis Park Stadium, Johannesburg | le 29 octobre 2011 à l'Ellis Park Stadium, Johannesburg |
|  | [4] Western Province                                    | 20                                                      | [1] Golden Lions | 42 |                                                         |                                                         |
|  | le 22 octobre 2011 au Kings Park Stadium, Durban        |                                                         | [1] Golden Lions | 42 |                                                         |                                                         |
|  |                                                         | [2] Natal Sharks                                        | 16               |    |                                                         |                                                         |
|  | [2] Natal Sharks                                        | [2] Natal Sharks                                        | 16               | 20 |                                                         |                                                         |
|  | [2] Natal Sharks                                        |                                                         |                  | 20 |                                                         |                                                         |
|  | [3] Free State Cheetahs                                 | 13                                                      |                  |    |                                                         |                                                         |
|  | [3] Free State Cheetahs                                 | 13                                                      |                  |    |                                                         |                                                         |

## Résultats détaillés

### Résultats des matchs de la phase régulière

#### Tableau synthétique des résultats
L'équipe qui reçoit est indiquée dans la colonne de gauche.
| Province            | BLU   | FSC   | GRI   | LEO   | LIO   | NAT   | PUM   | WES   |
| ------------------- | ----- | ----- | ----- | ----- | ----- | ----- | ----- | ----- |
| Blue Bulls          |       | 33-30 | 44-20 | 92-21 | 27-36 | 27-39 | 47-12 | 28-20 |
| Free State Cheetahs | 22-22 |       | 49-39 | 40-12 | 25-25 | 53-32 | 80-16 | 28-22 |
| Griquas             | 48-44 | 23-20 |       | 32-18 | 11-49 | 43-22 | 31-34 | 35-41 |
| Leopards            | 20-18 | 17-64 | 23-38 |       | 23-43 | 14-41 | 27-15 | 9-47  |
| Golden Lions        | 18-21 | 17-10 | 41-25 | 53-36 |       | 28-19 | 31-27 | 42-25 |
| Natal Sharks        | 35-16 | 43-34 | 29-18 | 23-3  | 53-9  |       | 33-20 | 10-15 |
| Pumas               | 12-16 | 23-29 | 33-40 | 32-19 | 20-34 | 22-23 |       | 13-24 |
| Western Province    | 35-7  | 20-34 | 26-26 | 49-21 | 28-26 | 19-21 | 43-18 |       |

|  | Victoire à domicile |  | Match nul |  | Défaite à domicile |

#### Détail des résultats
Les points marqués par chaque équipe sont inscrits dans les colonnes centrales (3-4) alors que les essais marqués sont donnés dans les colonnes latérales (1-6). Les points de bonus sont symbolisés par une bordure bleue pour les bonus offensifs (quatre essais ou plus marqués), orange pour les bonus défensifs (défaite avec au plus sept points d'écart), rouge si les deux bonus sont cumulés. 

### Demi-finales
| 22 octobre 2011 14 h 30 UTC+2 | Natal Sharks | 20 – 13 (3 – 13) | Free State Cheetahs                                                                          | Kings Park Stadium, Durban 27 619 spectateurs Arbitre : Marius Jonker |
| 22 octobre 2011 14 h 30 UTC+2 | Essai(s) : Mtawarira (44e), Ndungane (53e) Transformation(s) : Lambie 2 (45e, 54e) Pénalité(s) : Lambie 2 (36e, 75e) |                  | Essai(s) : Daniller (23e) Transformation(s) : Goosen (24e) Pénalité(s) : Goosen 2 (14e, 19e) | Kings Park Stadium, Durban 27 619 spectateurs Arbitre : Marius Jonker |
| 22 octobre 2011 14 h 30 UTC+2 | |                  |                                                                                              | Kings Park Stadium, Durban 27 619 spectateurs Arbitre : Marius Jonker |

| 22 octobre 2011 17 h 00 UTC+2 | Golden Lions | 29 – 20 (19 – 12) | Western Province                                                              | Ellis Park Stadium, Johannesburg 21 853 spectateurs Arbitre : Jaco Peyper |
| 22 octobre 2011 17 h 00 UTC+2 | Essai(s) : Taute (36e), Killian (48e) Transformation(s) : Jantjies 2 (37e, 49e) Pénalité(s) : Jantjies 5 (13e, 20e, 22e, 28e, 60e) |                   | Essai(s) : de Jongh (70e) Pénalité(s) : Catrakilis 5 (9e, 25e, 33e, 39e, 58e) | Ellis Park Stadium, Johannesburg 21 853 spectateurs Arbitre : Jaco Peyper |
| 22 octobre 2011 17 h 00 UTC+2 | |                   |                                                                               | Ellis Park Stadium, Johannesburg 21 853 spectateurs Arbitre : Jaco Peyper |

### Finale
| 29 octobre 2011 17 h 00 UTC+2 | Golden Lions | 42 – 16 (19 – 6) | Natal Sharks | Ellis Park Stadium, Johannesburg 58 500 spectateurs Arbitre : Mark Lawrence |
| 29 octobre 2011 17 h 00 UTC+2 | Essai(s) : Killian (26e), Cilliers (55e), Taute (69e) Transformation(s) : Jantjies 3 (27e, 56e, 70e) Pénalité(s) : Jantjies 5 (3e, 13e, 24e, 60e, 65e), Taute (5e) Drop(s) : Jantjies (45e) |                  | Essai(s) : Alberts (49e) Transformation(s) : Michalak (50e) Pénalité(s) : Michalak 3 (11e, 29e, 43e) Carton(s) jaune(s) : van der Linde (39e) | Ellis Park Stadium, Johannesburg 58 500 spectateurs Arbitre : Mark Lawrence |
| 29 octobre 2011 17 h 00 UTC+2 | |                  | | Ellis Park Stadium, Johannesburg 58 500 spectateurs Arbitre : Mark Lawrence |